# Englewood (Florida)
Englewood è un census-designated place (CDP) degli Stati Uniti d'America, situato in Florida, diviso tra la contea di Sarasota e la contea di Charlotte.